# Espigó

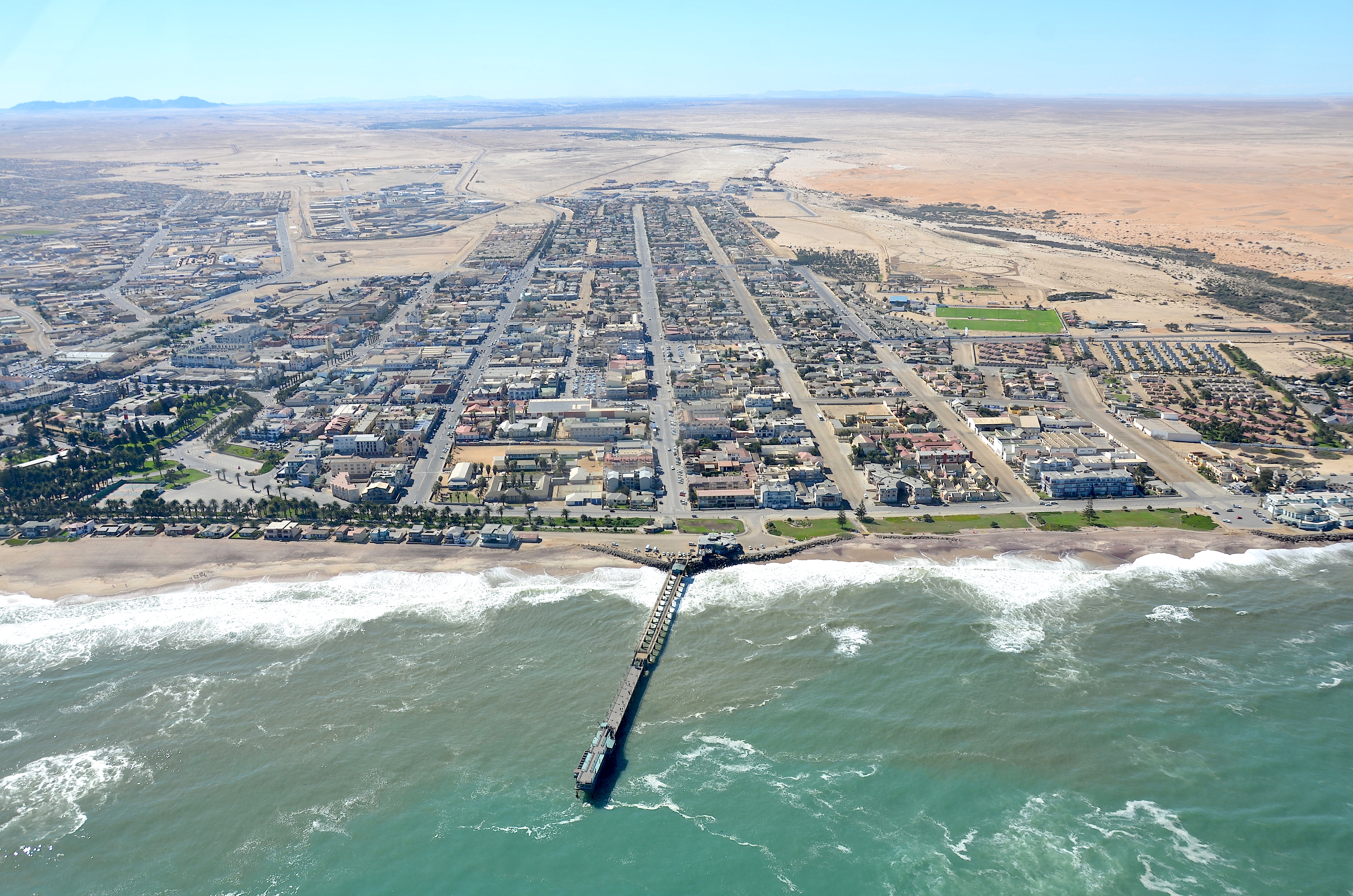
Vista aèria d'un espigó a Swakopmund (Namíbia)

Un espigó és una estructura artificial construïda perpendicularment al mar (o un riu) per defensar els marges o modificar el corrent. És una construcció de pedra, formigó, fusta, metall ola sorra , segons les particularitats del lloc. Els espigons poden ser útils per adaptar el medi marí o fluvial a les necessitats humanes, però també poden tenir un impacte ambiental significatiu. Alguns també es fan servir com a punt d'embarcació als vaixells.